# 张小楠
张小楠（2003年5月12日—），中国女子单板滑雪运动员，2023–24年亚洲杯长白山站女子坡面障碍技巧金牌得主，2025年亚洲冬季运动会女子坡面障碍技巧金牌得主和女子大跳台银牌得主。